# Arzignano
Arzignano este o comună din provincia Vicenza, regiunea Veneto, Italia, cu o populație de 25.280 locuitori (1 ianuarie 2023) și o suprafață de 34,19 km².

## Demografie
Arzignano - evoluția demografică

|  | Graficele sunt indisponibile din cauza unor probleme tehnice. Mai multe informații se găsesc la Phabricator și la wiki-ul MediaWiki. |

Date: Recensăminte sau birourile de statistică - grafică realizată de Wikipedia

## Personalități născute aici
- Luigi Cazzavillan (1852 - 1903), ziarist care a activat în România.